# Neurophyseta flavicostalis
Neurophyseta flavicostalis là một loài bướm đêm trong họ Crambidae.